# Хамбург (Пенсилванија)
Хамбург (енгл. Hamburg) град је у америчкој савезној држави Пенсилванија.

## Демографија
По попису из 2010. године број становника је 4.289, што је 175 (4,3%) становника више него 2000. године.
| Група             | 2000.         | 2010.         |
| Белци             | 4.010 (97,5%) | 4.059 (94,6%) |
| Афроамериканци    | 14 (0,3%)     | 50 (1,2%)     |
| Азијати           | 13 (0,3%)     | 19 (0,4%)     |
| Хиспаноамериканци | 34 (0,8%)     | 127 (3,0%)    |
| Укупно            | 4.114         | 4.289         |